# NUDC
NUDC (англ. Nuclear distribution C, dynein complex regulator) – білок, який кодується однойменним геном, розташованим у людей на короткому плечі 1-ї хромосоми.  Довжина поліпептидного ланцюга білка становить 331 амінокислот, а молекулярна маса — 38 243.
| 10         |  | 20         |  | 30         |  | 40         |  | 50         |
| ---------- |  | ---------- |  | ---------- |  | ---------- |  | ---------- |
| MGGEQEEERF |  | DGMLLAMAQQ |  | HEGGVQELVN |  | TFFSFLRRKT |  | DFFIGGEEGM |
| AEKLITQTFS |  | HHNQLAQKTR |  | REKRARQEAE |  | RREKAERAAR |  | LAKEAKSETS |
| GPQIKELTDE |  | EAERLQLEID |  | QKKDAENHEA |  | QLKNGSLDSP |  | GKQDTEEDEE |
| EDEKDKGKLK |  | PNLGNGADLP |  | NYRWTQTLSE |  | LDLAVPFCVN |  | FRLKGKDMVV |
| DIQRRHLRVG |  | LKGQPAIIDG |  | ELYNEVKVEE |  | SSWLIEDGKV |  | VTVHLEKINK |
| MEWWSRLVSS |  | DPEINTKKIN |  | PENSKLSDLD |  | SETRSMVEKM |  | MYDQRQKSMG |
| LPTSDEQKKQ |  | EILKKFMDQH |  | PEMDFSKAKF |  | N          |  |            |

A: Аланін

C: Цистеїн

D: Аспарагінова кислота

E: Глутамінова кислота

F: Фенілаланін

G: Гліцин

H: Гістидин

I: Ізолейцин

K: Лізин

L: Лейцин

M: Метіонін

N: Аспарагін

P: Пролін

Q: Глутамін

R: Аргінін

S: Серин

T: Треонін

V: Валін

W: Триптофан

Задіяний у таких біологічних процесах як клітинний цикл, поділ клітини, мітоз. 
Локалізований у цитоплазмі, цитоскелеті, ядрі.